# فيرجين ميغاستورز
فيرجين ميغاستورز هو سلسلة عالمية لتجارة وخدمات المواد الترفيهية، أسسها السير ريتشارد برانسون عام 1976 في أكسفورد ستريت في لندن.
عام 1979، افتتحت الشركة أول ميغاستور لها في نهاية أكسفورد ستريت وطريق توتنهام كورت. توسعت الشركة بافتتاح مئات المتاجر حول العالم في عقد 1990 من القرن العشرين، لكنها خسرت عدداً كبيراً منها في الأعوام الأخيرة في كل من بريطانيا والولايات المتحدة وإيرلندا وإيطاليا وإسبانيا وكندا وأستراليا وفرنسا واليونان واليابان. عام 2015، اقتصرت متاجر فيرجين على منطقة الشرق الأوسط وشمال أفريقيا، بمجموع 40 متجراً.

## التاريخ
عمل ريتشارد برانسون ونيك بويل على إدارة متجر صغير أسمياه «فيرجين للتسجيلات والأشرطة» في نوتينغ هيل غيت في لندن. بعد نجاح المتجر، حولا أعمالهما إلى علامة تجارية كاملة الأهلية باسم فيرجن. أما أول إصدار للتسمية فكان لألبوم بروغريسيف روك «أجراس أنبوبية» الذي نفّذه العازف متعدد الآلات مايك أولدفيلد عام 1973.

## المنتجات

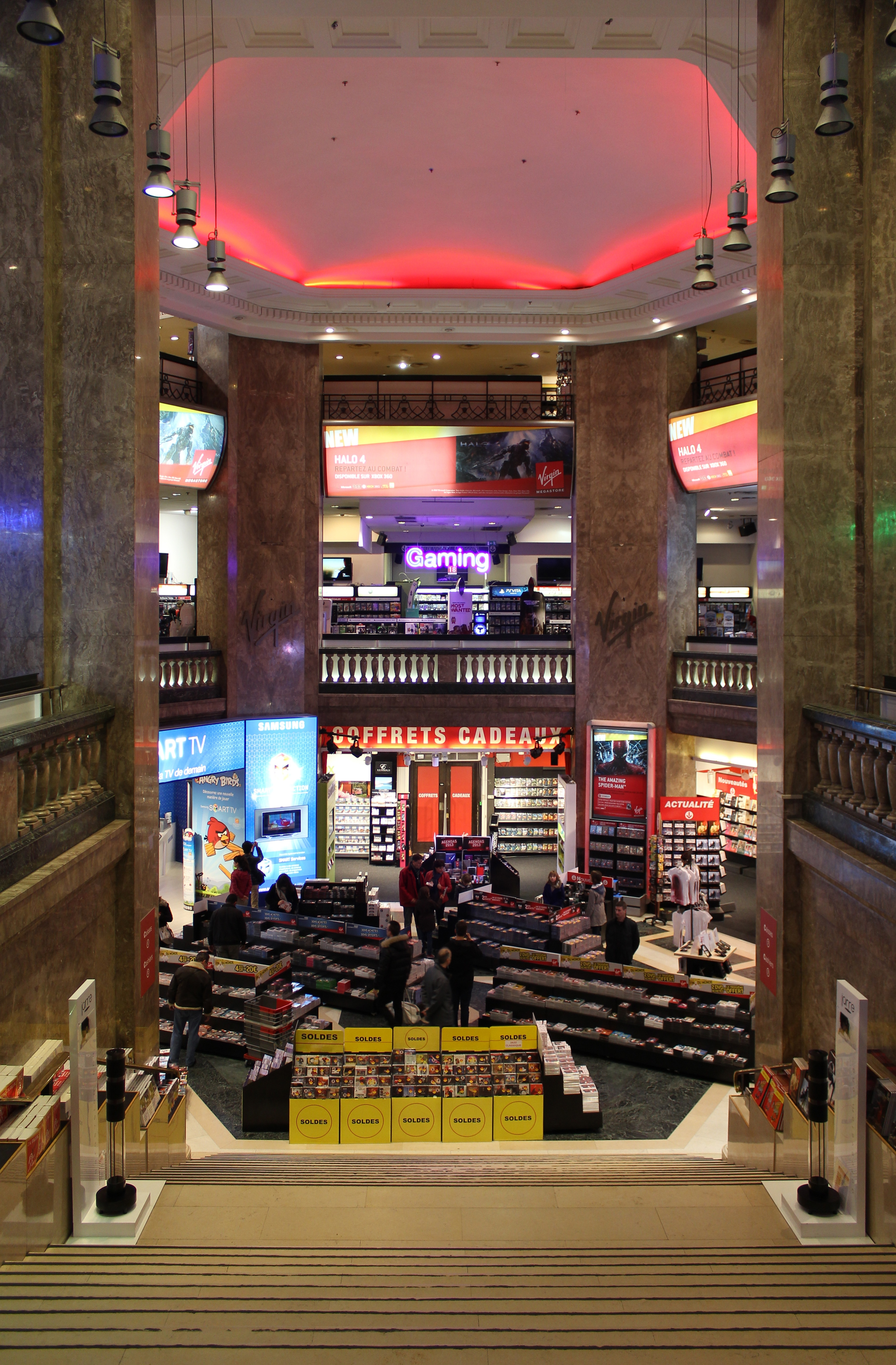
القاعة الرئيسية في متجر فيرجين في باريس

تمتلك متاجر فيرجين مجموعة كبيرة من الأقراص المضغوطة والألعاب والكتب ودي في دي والجرامافونات والمجملات ومشغلات الوسطائط المحمولة والإكسسوارات، ومنتجات أخرى كالتقويمات وألعاب اللوحات وبعض المنتجات مما تملكه مجموعة فيرجن من علامات تجارية. كما تبيع المتاجر الكبرى بعض المعدات الإلكترونية وملحقات الكمبيوتر.
عام 2003، زادت جميع الفروع في الولايات المتحدة من تركيزها على العديد من الأصناف
من موسيقى ثقافة البوب وموسيقى الشوارع وعروض ألعاب الفيديو. كما وجدت منتجات الهواتف الخلوية في معظم المحلات.
تتضمن بعض المتاجر مقاهي تديرها شركات خارجية.

## التكنولوجيا
عام 2005،
In 2005, أطلقت فيرجين ديجيتال لتلبية احتياجات مستهلكي الموسيقى الرقمية والذين يرغبون بتجهيز أسطوانات خاصة بمجموعاتهم. وهذا أضاف لخدمات ميغاستورز ولم يستبدلها.
واجهت خدمات تحميل المواد الموسيقية انتقادات نظراً لعدم توافقها مع مشعلات آي بود الموسيقية. وعليه فقد أوقفت خدمات التحميل.

## العمليات

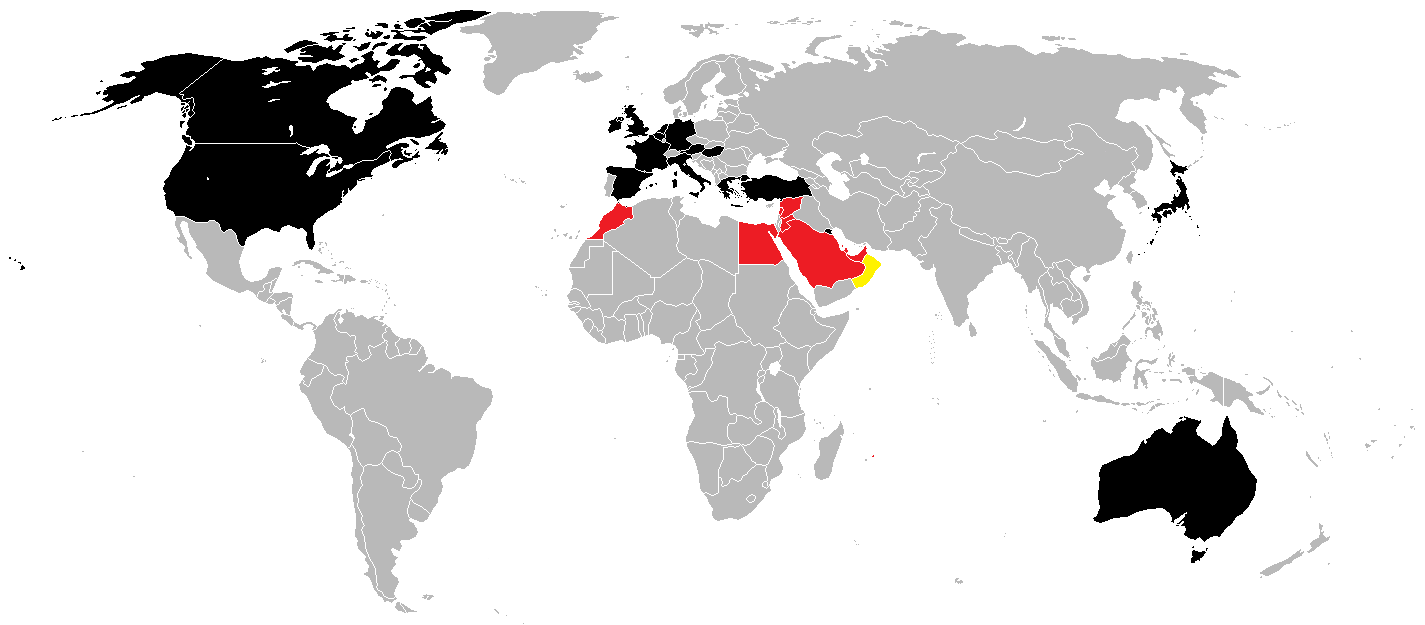
الفهرس:
المواقع السابقة
المواقع الحالية
لا يوجد بيانات

### أوروبا

#### النمسا
عام 2003، افتتح متجر واحد ووحيد في فيينا (Mariahilferstraße)، ثم أُغلق وبيع.

#### فرنسا

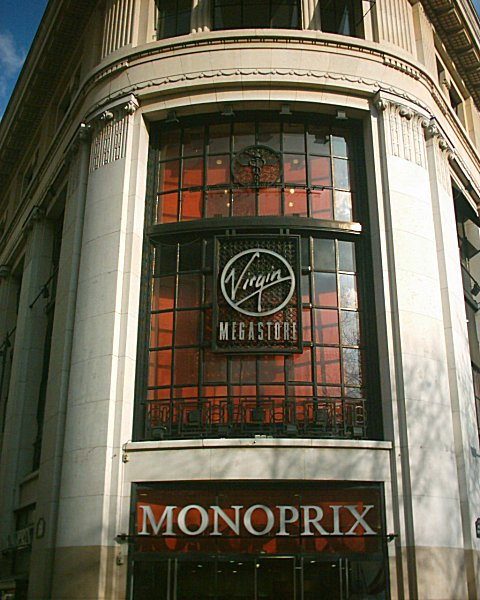
واجهة فيرجين ميغاستور في باريس

كان عدد فروع فيرجين ميغاستور في فرنسا 35 فرعاً. أضيف 12 متجراً إضافياً ضمن العلامة التجارية Furet du Nord. بدأ عمل فيرجين ميغاستورز في فرنسا عام 1988، بواسطة شركة برانسون وباتريك زيلنيك.
اشترت مجموعة لاغاردييه السلسلة عام 2001. في ديسمبر 2007، أعلنت شركة باتلر كابيتال بارتنرز عزمها حيازة السلسلة كاملة في فرنسا من لاغاردييه. أنهيت هذه الصفقة في فبراير 2008.
حسب تقرير لاغاردييه لعام 2007، فإن 80% من متاجر فيرجين ميغاستورز قد بيغا بقيمة 76.4 مليون يورو، بينما احتفظت بـ20%.
في يوليو 2012، أعلن عن النية للتخلص التدريجي من علامة فيرجين التجارية في فرنسا، بدءاً من عام 2013.
في يناير 2013، أقدمت فيرجين ميغاستور على الإفلاس، في ذلك الحين كان عدد المتاجر 26 متجراً في فرنسا توظّف 1000 شخص، بعد عامين من صرف 200 من الموظفين وإغلاق العديد من المتاجر. اتخذت الشركة قراراً بإلغاء عقود إيجار المتاجر التي تقع في الشانزلزيه بعد وجودها نحو 25 عاماً في ذلك الشارع الشهير.
أخيراً، تم تصفية الشركة وتوقف عملياتها في فرنسا في يونيو 2013، بعد 25 عاماً.

#### ألمانيا
انسحبت فيرجين ميغاستور من السوق الألمانية عام 1994، وسط شكاوى من أن قانون إغلاق المحال التجارية الألماني مقيّد جداً.
عادت الشركة إلى ألمانيا بمتجر جديد، فيرجين للكتب والموسيقى، افتتح في محطة برلين هاوبتباهنهوف المركزية في أيار (مايو) 2006. كما افتتحت 5 متاجر أخرى بإدارة شركة HDS للتجزئة.

#### اليونان
في يونيو 2005، كان عدد الفروع في اليونان 15 فرعاً تديرها شركة فيفريه الترفيهية.
انتهى وجود فيرجين ميغاستورز في اليونان عام 2015.

#### هنغاريا
عام 1996، افتتحت شركة مجموعة فوتيكس التجارية المحلية متجر واحد بمساتحة 1000 متر مربع في مول تسوق، دونا بلازا، في بودابست. أغلق المتجر لاحقاً عام 2006.

#### إيطاليا
في شباط (فبراير) 2004، أغلق آخر فرع من فروع فيرجين ميغاستور وكان في بيازا دومو في ميلانو. حالياً، شغلت هذا المبنى شركة موندادوري لتجارة التجزئة.

#### هولندا
دخلت متاجر فيرجين السوق الهولندية عام في عقد 1990، وافتتحت أربعة فروع في كل من أمستردام وروتردام ولاهاي وماستريخت. في عام 2000، قررت الشركة الخروج من السوق. بيعت ثلاث فروع لمجموعة Free Record Shop، في حين أغلق فرع ماستريخت. ويشار إلى أن نفس الشركة استحوذت على 3 فروع في بلجيكا.

#### إسبانيا
في يونيو 1998، أغلقت الفروع التسعة، بما في ذلك المتجر الرئيسي في الجنوب الأوروبي والواقع في برشلونة. حالياً تشغل شركة زارا (ملابس) المبنى.

#### المملكة المتحدة \ إيرلندا

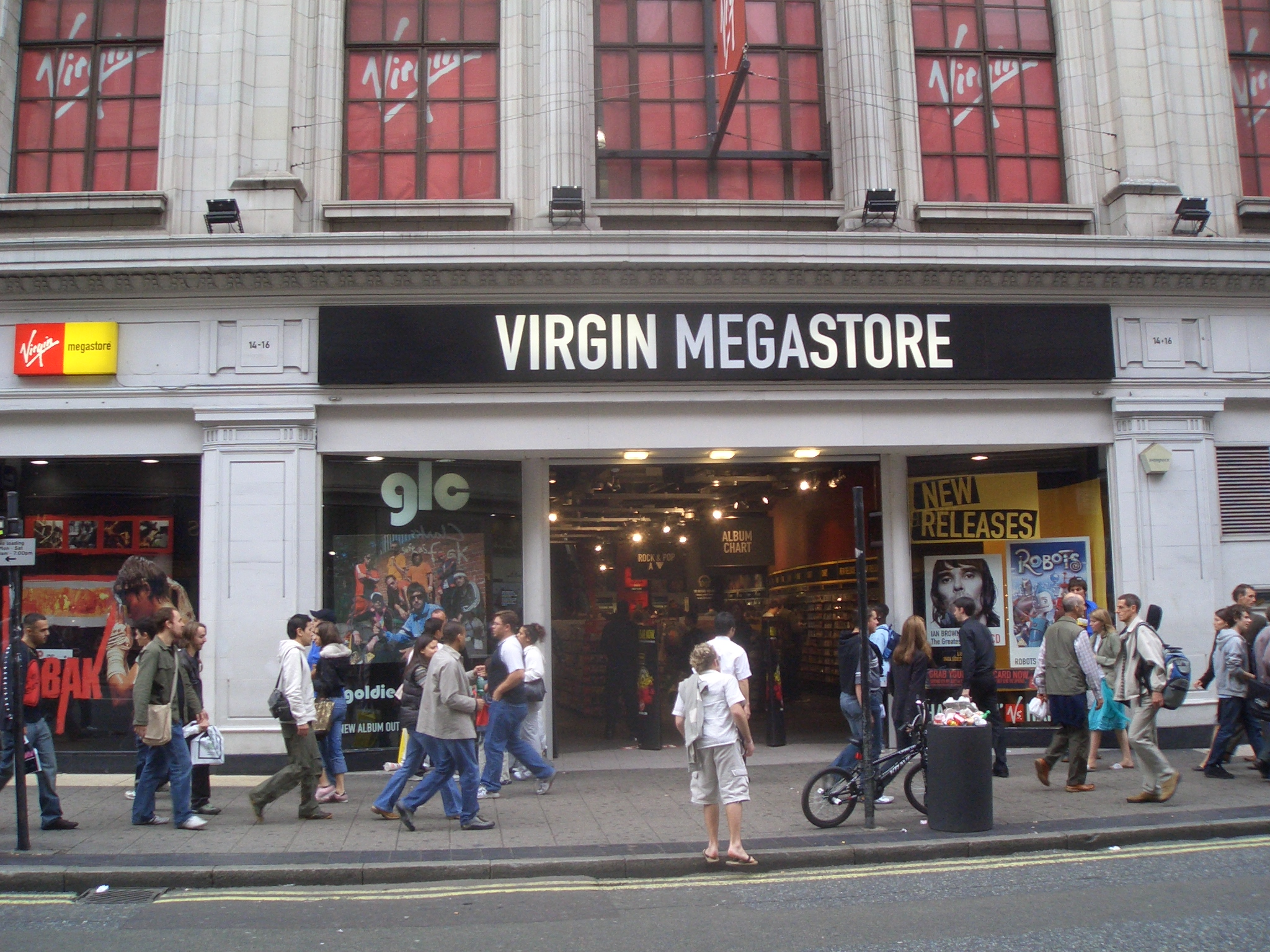
محل فيرجين ميغا ستور سابقاً في أكسفورد ستريت.

افتتح المتجر الأول في المملكة المتحدة في 1979 ثم توسعت السلسلة بين عقدي 1980 و1990. أصحبت السلسلة عالمية في عقد 1990 كجزء من مجموعة فيرجن.
سعت مجموعة فيرجين إلى بيع متاجر المملكة المتحدة وأيرلندا خلال عام 1007، وفي 17 سبتمبر 1007، أعلنت عن انفصال متاجر فيرجين ميغاستور في بريطانيا وأيرلندا عن المجموعة. وثم قبول عرض شراء تدريجي. Stores were rebranded as 'Zavvi'.
بعد انهيار مجموعة وولورثس، والتي كانت مالكة لمجموعة إنترتينمين يو كيه الشركة المزودة لمحلات زافي، دخلت زافي في مجال الإدارة في 24 ديسمبر 2008، حيث لم تكن قادرة على توفير بضائع من مزودين آخرين ضمن شروط تفضيلية. بحلول شهر شباط (فبراير) 2009، أغلقت زافي متاجرها وباعتها لشركات أخرى.

#### تركيا
دخلت شركة فيرجين السوق التركية عام 2011 بفرع واحد يقع في منطقة التسوق في شارع الاستقلال بالقرب من ميدان تقسيم في إسطنبول. فشلت المتجر في المنافسة في بيع الكتب والوسائط الرقمية والإلكترونيات مع السلاسل التجارية الأخرى فأغلق في خريف 2012؟.

### العالم العربي
حصلت مجموعة أزاديا في بيروت على رخصة حصرية عام 2001 لتشغيل متاجر فيرجين ميغاستورز في عدد من الدول ضمن منطقة الشرق الأوسط، باستثناء الدول التي لديها امتياز أصلاً.
بوصفها مشغّل لفيرجين ميغاستورز في الشرق الأوسط، تمتلك مجموعة أزاديا متاجر في كل من الإمارات العربية المتحدة، قطر، البحرين، مصر، الأردن.
تمتلك شركة ميغاستورز لبنان S.A.L امتيازاً حصرياً لتشغيل فيرجين ميغاستوزر في لبنان والسعودية.
تمتلك شركة Best Financière في الرباط رخصة حصرية لتشغيل فيرجين ميغاستور في المغرب. منذ عام 2010، بدأت شركة بيست بافتتاح فرع جديد تقريباً كل عام.
حصلت مجموعة عنتر في دمشق على ترخيص حصري لتشغيل متاجر فيرجين ميغاستورز في سوريا منذ 2007. لكن قيام الحرب الأهلية السورية تسبب بتوقف العديد من الأنشطة الاقتصادية في البلاد، بما فيها متاجر فيرجين، حيث توقفت عن العمل منذ عام 2011، فكل الفروع مغلقة حالياً إلى أن تستقر البلاد سياسياً

#### السعودية
افتتح أول متجر فيرجين في السعودية في الرياض في شهر شباط (فبراير) عام 2015
بحلول 20 ديسمبر 2015، كان عدد الفروع في السعودية أربعة فروع تقع في شارع التحلية مركز روشانا، مول البحر الأحمر في جدة ومطار جدة ومول الظهران في المنطقة الشرقية (السعودية)

#### البحرين
منذ سبتمبر 2008، افتتح متجر واحد في البحرين ويوجد في بحرين سيتي سنتر.

#### مصر
أول متجر فيرجين ميغاستور افتتح في مصر كان في سيتي ستارز مول في القاهرة في أكتوبر 2005. بعد ست سنوات، افتتح متجر آخر في مول العربية الواقع في مدينة السادس من أكتوبر في ديسمبر 2011. المتجر الثالث افتتح في مول فيستيفال سيتي في القاهرة في يونيو 2015.

#### الكويت
افتتح أول متجر فيرجين ميغاستور في الكويت عام 2002. في أيار (مايو) 2008،
كان هناك متجران في الكويت، الأول في مارينا مول في السالمية والثاني في مطار الكويت الدولي. في آواخر عام 2011، أغلق فرع المطار بينما أغلق المتجر الآخر في آذار (مارس) 2012.
بعد سبع سنوات من الغياب، عادت فيرجين ميغاستور إلى الكويت في فبراير 2020 بافتتاح أول متجر جديد لها هناك في مجمع الأفنيوز.

#### سلطنة عمان
افتتح أول متجر فيرجين في عُمان في نوفمبر 2015 في مسقط سيتي سنتر في مسقط.

## كتب وموسيقى العذراء (فيرجين)
- تسويق سلسلة من المنتوجات الترفيهية الحصرية إلى المطارات ومناطق السفر. تدار بواسطة theLagardère لخدمات التقسيم التابعة لمجموعة theLagardère الفرنسية. بعض المتاجر لها حجم أصغر مقارنة بمتاجر «فيرجين ميغاستور»، وتتوزع المتاجر حاليا في 10 دول وهي:

كندا، الصين، ألمانيا، الكويت، لبنان، المغرب، بولندا، إسبانيا، المملكة المتحدة، الولايات المتحدة.

## وصلات خارجية
- فيرجين ميغاستور (بوابة عالمية)
- فيرجين ميغاستور (دول الخليج ومصر)
- فيرجين ميغاستور لبنان
- فيرجين ميغاستور السعودية

قالب:Virgin Group
قالب:Lagardère